# إلمر هاكني
إلمر هاكني (بالإنجليزية: Elmer Hackney)‏ هو لاعب كرة قدم أمريكية أمريكي، ولد في 8 يوليو 1916 في أوبرلين في الولايات المتحدة، وتوفي في 30 مايو 1969 في مانهاتن في الولايات المتحدة.

## وصلات خارجية
- إلمر هاكني على موقع قاعة كنساس للمشاهير الرياضية (مؤرشف) (الإنجليزية)